# Mehdi Moufeddal
Mehdi Moufaddal, né le 27 mars 1994, est un joueur de football international marocain, évoluant au poste de milieu défensif au Rapide Oued Zem.

## Biographie
Mehdi Moufeddal commence sa carrière au KAC de Kénitra. En 2013, il rejoint le club du Hassania d'Agadir puis le Chabab Rif Al Hoceima transfère le jeune joueur. Il a joué plusieurs matchs avec l'Équipe du Maroc olympique de football et a marqué aussi des buts et a joué une fois avec Équipe du Maroc de football un match amical.

## Carrière
- 2012-2013 :  KAC de Kénitra
- 2013-déc. 2014 :  Hassania Agadir
- depuis jan. 2015-2016 :  CR Al Hoceima[1]

## Palmarès

### En sélection nationale
Équipe du Maroc junior:
- Tournoi de Toulon 
  - Finaliste : 2015